# 長尾村 (千葉県)
長尾村（ながおむら）は、かつて千葉県安房郡に存在した村。現在の南房総市南部に位置していた。
1889年（明治22年）町村制施行にともない編成され、昭和の大合併により隣接する白浜町と合併して廃止された。

## 地理
安房郡南部に位置する村であった。1926年（大正15年）時点の長尾村は、東に白浜村、西に富崎村、北に豊房村と隣接し、南は太平洋に面していた。南房総市に合併される前の旧白浜町の西部にあたり、現在の南房総市南部に位置している。
西に根本（現・南房総市白浜町根本）、東に滝口（現・南房総市白浜町滝口）の大字に分かれている。1926年（大正15年）時点では行政上、根本・砂取・本郷・東西川下・横渚の6区に区分していた（砂取・本郷・川下・横渚を合わせた地名が「滝口」であった）。滝口の東側に長尾川が流れている。

## 歴史

### 前史
中世、安房国南端部は長尾荘あるいは白浜郷と呼ばれていた。
江戸時代の滝口村・根本村は、幕府領・旗本領・諸藩領として移り変わり、領主は一定しなかった。明治維新後、一時宮谷県知事柴山文平の支配下に置かれたが、明治元年（1868年）に滝口村は本多正訥の移封地となり（後述の長尾藩）、根本村は明治2年（1869年）に館山藩領となった。
明治元年（1868年）7月、新政府の措置により駿河国田中藩（4万石）から安房国へ領地を移された本多氏は、軍事的な見地から滝口村に陣屋を築いて藩庁を置くこととし、長尾藩が開かれた。ただし陣屋は建設中に台風によって倒壊し、滝口村が実際に藩行政の中心地となることはなかった。藩庁が北条村（館山市北条）に移転したあとも藩名は「長尾藩」のままであった。
明治4年（1871年）7月の廃藩置県により、長尾藩領の滝口村は長尾県に、館山藩領の根本村は館山県にそれぞれ所属することとなったが、両県とも同年11月に木更津県に編入されて消滅した。1873年（明治6年）に木更津県は千葉県に統合される。大区小区制のもとでは千葉県第1大区第1小区に編成され、紫雲寺に小区取扱所が置かれた。
1874年（明治7年）、根本村に根本小学校、滝口村に滝口小学校が設立されている。
1878年（明治11年）に郡区町村編制法が施行された際、根本村と滝口村が連合し、滝口村・根本村連合戸長役場を字砂に置いた。1884年（明治17年）に戸長役場の管轄変更が行われた際、この連合に神余村も加わり、字長越の民家で戸長役場事務を執ることした。
1888年（明治21年）3月には、地元住民によって長尾川に眺尾橋（ながおばし、「長尾橋」とも）が架橋されている。石造三連アーチのこの橋は「めがね橋」の愛称で呼ばれ、長尾川の水害や関東大震災に耐えて現存し、1989年に千葉県の指定有形文化財建造物となっている。

### 町村制施行から昭和の大合併まで
1889年（明治22年）5月31日に神余村との連合を解き、6月1日に滝口村・根本村が合併して町村制による「長尾村」が発足した。村名は、滝口村を流れる長尾川が「著名」である（長尾藩の名もここから採られている）として採られている。
1911年（明治44年）には長尾高等小学校が設立された。
1917年（大正6年）には長尾川の洪水に見舞われている。1923年（大正12年）には関東大震災により、小学校2校が全壊するなど村内でも被害が出た。
第二次世界大戦後の1947年（昭和22年）、新制の長尾中学校が設立された。
1954年（昭和29年）、昭和の大合併にともない、東に隣接する白浜町と合併して新たな「白浜町」が発足し、長尾村は廃止された。

### 行政区画・自治体沿革
- 1889年（明治22年）4月1日 - 町村制の施行により滝口村、根本村が合併して発足。
- 1954年（昭和29年）3月3日 - 白浜町と合併し、改めて白浜町を新設。同日長尾村廃止。
- 2006年（平成18年）3月20日 - 白浜町が富浦町、富山町、千倉町、丸山町、和田町、三芳村と合併して南房総市を新設。

## 経済
1888年（明治21年）に記された分合取調文書によれば、漁業と農業が主産業であった。
1926年（大正15年）の『安房郡誌』によれば、農産物中では甘藷栽培が盛んであり、果樹栽培も近来発達しているという。最大の産品は海産物（「海藻類」）であり、特にカジメ（搗布）とアワビ（石決明）を挙げている。

## 教育
- 根本小学校
- 滝口小学校

「長尾」の名は、1971年に根本小学校と滝口小学校を合併して設立された白浜町立長尾小学校に名残りを留めていた。しかし、南房総市発足後の2011年3月に市立長尾小学校は廃校となった。

## 施設・名所
- 下立松原神社
- 眺尾橋

## 著名な出身者
- 浅沼藤吉 - 写真材料商。浅沼商会創業者。1852年滝口村出身。